# Formatowanie niskopoziomowe
Formatowanie niskopoziomowe dysku twardego, dyskietki – operacja, która przygotowuje powierzchnię nośnika do pracy w komputerze. Polega na naniesieniu niezbędnych dla kontrolera dysku informacji wykorzystywanych do odnajdywania miejsc zapisu sektorów oraz, w niektórych typach dysków, do pozycjonowania głowic. Podczas formatowania zostają zapisane na dysku nagłówki sektorów zawierające informacje o numerze cylindra i sektora, oraz próbne sektory.

## Niskopoziomowe formatowanie dyskietek
Sektory są zazwyczaj fizycznie większe niż 512 bajtów, ponieważ zawierają numery sektorów, sumę kontrolną CRC i inne informacje niezbędne podczas zapisu i odczytu danych. Te dodatkowe dane nie są liczone do pojemności dyskietki.
Niektóre programy typu freeware i shareware (np. Fdformat, NFORMAT oraz 2M) pozwalają na sprawowanie większej kontroli nad procesem formatowania, pozwalając na sformatowanie dyskietki 3½ cala do pojemności nawet do 2 MB. Stosowane w tym celu techniki wykorzystują między innymi:
- zwiększenie liczby sektorów na ścieżce (21 zamiast standardowych 18), poprzez zmniejszenie odstępów między sektorami,
- zwiększenie liczby ścieżek (zwykle istniała możliwość wykorzystania przynajmniej 82, zależnie od modelu stacji dyskietek).

## Niskopoziomowe formatowanie dysków twardych
Wykorzystywanie niskopoziomowego formatowania było popularne w latach 80. XX wieku. Zwykle polegało to na ustawieniu wzorca MFM na dysku tak, by sektory bajtów mogły być prawidłowo na nich zapisywane. Z nastaniem kodowania RLL, formatowanie niskopoziomowe stawało się coraz mniej popularne tak, że większość nowoczesnych dysków twardych jest systemami wbudowanymi, które są formatowane niskopoziomowo już w fabryce, a więc nie wymagają one wykonania tej procedury od użytkownika.
Wczesne dyski twarde były dość podobne do dyskietek, lecz niskopoziomowe formatowanie było zwykle zadaniem BIOS-u, nie zaś systemu operacyjnego. Z początkiem lat 90., niskopoziomowe formatowanie dysków twardych stawało się coraz bardziej złożone w wyniku wprowadzania nowych technologii:
- użycia kodowania RLL,
- przechowywania większej ilości sektorów na dłuższych, zewnętrznych ścieżkach (dotychczas wszystkie ścieżki miały tę samą liczbę sektorów, jak to jest do tej pory w przypadku dyskietek),
- wkodowywania numerów ścieżek w powierzchnię dysku celem uproszczenia konstrukcji oraz
- zwiększenia mechanicznych prędkości napędu.

Producenci dysków, aby nie mierzyć się z trudnościami wynikłymi z różnic między wersjami poszczególnych BIOS-ów, postanowili wykonywać niskopoziomowe formatowanie już w fabryce. Dziś użytkownik końcowy, w większości przypadków, nigdy nie powinien wykonywać tego typu formatowania dysków twardych IDE czy ATA; z kolei reinicjacja tych dysków jest dużo częstszym zjawiskiem.